# Deficiência de cromo
Deficiência de cromo é um déficit na qual não há reservas suficientes de cromo trivalente no corpo necessárias para um bom Metabolismo de lipídios e metabolismo de proteínas. Cromo é necessário em quantidades ínfimas, são suficientes por dia consumo de 30–35µg para um homem adulto e 20-25µg para mulher adulta.

## Causas
Assim como outras deficiências minerais, pode ser causada por problema na absorção ou excreção excessiva. O cromo é absorvido no jejuno (primeira porção do intestino delgado que segue ao duodeno), sendo que menos de 3% do cromo trivalente (biologicamente ativo) ingerido é absorvido. Sua absorção é influenciada pela presença de agentes quelantes. Em particular, ela é diminuída na presença de fitatos. Existem também interações com o zinco e o ferro. A absorção de ferro diminui a absorção do cromo. Parece existir um mecanismo comum de transporte. Após a absorção, o cromo o é transportado pela mesma proteína que transporta o ferro: a transferrina.

## Sinais e sintomas
A falta de cromo resulta em problemas no metabolismo do açúcar, proteínas e colesterol no sangue produzindo:
- Intolerância a glicose;
- Fadiga;
- Colesterol anormal;
- Agravamento de ateroscleroses;
- Diminuição do crescimento em jovens;
- Perda de peso;
- Cicatrização lenta.

Seus sinais e sintomas podem ser confundidos com os da diabetes mellitus, pois também envolvem falta de insulina.

## Diagnóstico
No sangue os níveis normais variam entre 0.05 e 0.50 μg/L (1.0 to 9.6 nmol/L).
Tendo-se material adequado, a análise dos oligoelementos no cabelo é mais eficiente que a sanguínea e relativamente simples. Esse método se justifica ainda mais no caso do cromo, apresentando diversas vantagens: maior concentração do cromo nos cabelos do que nos tecidos e, pois, melhor correlação. As concentrações nos cabelos não sofrem flutuações rápidas, refletindo, assim, melhor o estado nutricional ao longo do tempo.